# 小行星5861
小行星5861（5861 Glynjones）是一颗绕太阳运转的小行星，为主小行星带小行星。该小行星于1982年9月15日发现。

## 轨道参数
小行星5861的轨道半长轴为2.2237979 UA，离心率为0.187。